# شوردیچ
latitudeشوردیچlongitudeشوردیچ
شوردیچ (به انگلیسی: Shoreditch) یک ناحیه در لندن است که در منطقه هکنی لندن واقع شده‌است.
این ناحیه در سال ۲۰۱۱ میلادی ۱۱۸٬۲۳۴ نفر جمعیت داشته‌است.